# Avenida Miranda (San Fernando de Apure)
Avenida Miranda es el nombre que recibe una vía de transporte localizada al noroeste de la ciudad de San Fernando de Apure, la capital del Estado Apure en los Llanos centrales del país sudamericano de Venezuela. Recibe esa denominación en honor al Generalísimo Francisco de Miranda, político y militar venezolano considerado el precursor de la independencia.

## Descripción
Se trata de una vía que conecta las Avenidas Carabobo y Revolución con la Calle 19 de abril y el Paseo Libertador. En su recorrido también se vincula con la Calle Ricaurte, Boyacá, Piar, Madariaga, 20 Negro Primero, Sabrina, Independencia, Salia, Diamante, Palo Fuerte, Plaza, Chimborazo, Zaramia, La Defensa, Sucre, Muñoz, municipal, La Ceiba entre otras.
Entre los puntos de interés que se pueden localizar acá se pueden citar a: la Alcaldía del Municipio San Fernando, el Cementerio de la Calle Muñoz, el Liceo B. Francisco Lazo Martí, la Gobernación del Estado Apure, el Centro de Profesionales y el Monumento a Pedro Camejo.